# Brejo dos Santos
Brejo dos Santos é um município brasileiro do estado da Paraíba, localizado na Região Geográfica Imediata de Catolé do Rocha-São Bento. O município possui uma área territorial de 94 km² e sua população, conforme estimativas do IBGE de 2018, era de 6 433 habitantes.

## História
A região foi desbravada pelo Tenente-Coronel Francisco da Rocha Oliveira. As primeiras residências de taipa foram construídas às margens do Riacho do Sabão pelos irmãos Antonio e José Paixão. As terras propícias à agricultura atraiu agricultores, apesar da escassez de água. O núcleo de povoamento foi inicialmente denominado Brejo dos Cavalos, devido a um brejo existente às margens do riacho do Sabão onde cavalos vinham se alimentar nos períodos de seca. A instituição da feira-livre intensificou a ocupação do local e a primeira igreja católica foi concluída em 1938, dedicada à Sagrada Família.
O beneficiamento do algodão foi instalado em duas pequenas indústrias: uma no sítio Buenos Aires, pertencente a Pedro de Araújo Barreto e a outra no sítio Pilar, pertencentes a João Pinheiro Dantas. Estas indústrias consolidaram o povoamento. As indústrias foram extintas e posteriormente, entre 1960 e 1970 outra indústria de beneficiamento de algodão se instalou no município, sobrevivendo por pouco tempo.
O distrito foi criado com a denominação de Brejo dos Santos, pela lei estadual nº 2641, de 20 de dezembro de 1961, subordinado ao município de Catolé do Rocha. Foi elevado à categoria de município com a denominação de Brejo dos Santos pela lei estadual nº 3320, de 3 de junho de 1965, desmembrado de Catolé do Rocha, com sede no atual distrito de Brejo dos Santos. O município foi instalado em 27 de dezembro de 1966.
A cidade é conhecida como "a Cidade dos Médicos", e também por possuir um alto número de médicos residentes e descendentes desta.  No âmbito geral, a cidade possui um alto número de pessoas formadas ou cursando o nível superior, por isso é também chamada de "Cidade dos Doutores".

## Geografia

### Clima
O município está incluído na área geográfica de abrangência do semiárido brasileiro, definida pelo Ministério da Integração Nacional em 2005. Esta delimitação tem como critérios o índice pluviométrico, o índice de aridez e o risco de seca.
O clima é Semiárido, com média pluviométrica anual de 886 mm. De acordo com dados da Aesa o maior volume diário de chuva foi de 122 mm, no dia 29 de abril de 1996. Outros grandes volumes diários de precipitação a serem citados são os 110 mm registrados no dia 22 de janeiro de 1995, 105,5 mm no dia 18 de fevereiro de 2007 e 101 mm registrados no dia 6 de maio de 2008. O maior volume mensal ocorreu em março de 2008, 468,4 mm.

### Hidrografia
O município situa-se nos domínios da bacia hidrográfica do Rio Piranhas, região do Médio Piranhas. Seus principais cursos d’água são os riachos: Pilar e da Carnaubinha e do Sabão todos de regime intermitente.

## Educação e saúde
O município é atendido por uma rede de escolas municipais, uma estadual e uma privada. No âmbito municipal, a população escolar é atendido por 3 escolas de nível fundamental I e II e uma creche administradas pela prefeitura municipal, na rede estadual funciona uma escola de ensino médio e no setor privado uma escola de fundamental do 1.° ao 9.° ano.
No que se refere a saúde, a população do município é atentida por duas Unidades Básicas de Saúde (UBS), a saber: uma no Centro e uma no Bairro do Alto do Cruzeiro. No Bairro das Populares funciona uma Unidade Mista com plantões médicos nos finais de semana, nesse bairro, a prefeitura inaugurou no final de dezembro de 2022 o Centro de Especialidades e Imagens onde a população tem a disposição exames de Cardiologia e profissionais especialistas em:
- Ortopedia
- Dermatologia
- Fonoaudiologia
- Fisioterapia
- Psicólogia
- Nutricionista
- Laboratório de análises clínicas
- Farmácia básica
- TFD